# Universalii lingvistice
În lingvistică, universaliile sunt categorii, proprietăți, relații, tendințe considerate comune tuturor limbilor, deși acestea sunt foarte diferite în numeroase privințe.
Există universalii fonologice, gramaticale, semantice, lexicale, pragmatice, stilistice etc., deci se găsesc în toate domeniile limbii.
Încă din Antichitate a fost intuită existența unor caracteristici și structuri comune pentru toate limbile. Aristotel a pus bazele gramaticii generale, având preocuparea de a elabora o teorie a propoziției ca aspect al logicii formale. În Evul Mediu (secolele XIII–XIV), scolasticii au reprezentat universalismul în privința limbii, afirmând determinarea limbii de către gândire, iar aceasta fiind comună tuturor oamenilor, au dedus că toate limbile sunt în esență la fel, diferențele fiind numai superficiale. Ideea gramaticii generale a reapărut în secolul al XVII-lea, fiind dezvoltată într-o gramatică franceză pe baza postulatului că limbajul, imagine a gândirii, exprimă judecăți, ceea ce se realizează în diversele limbi conform unor scheme logice universale.
Interesul pentru universaliile lingvistice a crescut după 1960, mai ales prin cercetările lingvistului american Joseph Greenberg și continuând, printre altele, cu lucrările lingvistului american Noam Chomsky privind gramatica universală, în cadrul mai larg al gramaticii generative. Aceste cercetări sunt importante pentru lămurirea procesului de învățare a limbilor și în domeniul traducerii automate.
Stabilirea universaliilor se face prin două moduri. Unul este empiric, constând în obținerea generalizărilor pe baza analizei și a comparării unui număr cât mai mare posibil de limbi, care poate fi oricând lărgit prin descoperirea și atragerea în comparație a noi limbi. Altul este cel al lui Chomsky, care funcționează pe calea deducerii, plecând de la un eșantion mic de limbi, a unui model lingvistic aplicabil pentru descrierea tuturor limbilor, model ce cuprinde un inventar de principii și reguli universale, precum și un inventar de categorii de bază.
Cercetarea universaliilor este paralelă cu cea a tipologiei lingvistice, selecția parametrilor tipologici fiind făcută din inventarul de categorii și proprietăți considerate universale.

## Explicații ale existenței universaliilor
Pentru explicarea existenței universaliilor lingvistice există mai multe ipoteze.
Una dintre acestea este cea din cadrul teoriei despre monogeneza limbilor, adică a existenței unei singure limbi inițiale la originea tuturor, prin urmare toate limbile ar fi moștenit aceleași trăsături din aceasta.
Altă ipoteză atribuie universaliile contactului dintre limbi.
O teorie mai recentă este cea a „ineismului”, care explică universaliile prin predispozițiile genetice comune tuturor oamenilor. Astfel s-ar explica și faptul că copiii își învață limba maternă și limbi străine ușor, pe cale naturală, numai prin interacțiuni cu persoane care le vorbesc.
O variantă mai radicală a acestei teorii este cea a „gramaticii înnăscute”, propusă de Chomsky, conform căreia omul ar avea un program genetic specific ce determină dezvoltarea capacităților lingvistice.
O variantă mai puțin radicală a ineismului insistă asupra caracteristicilor anatomice și cognitive comune. De pildă formarea sunetelor astfel, încât să existe vocale și consoane în toate limbile, este determinată de primele.
Caracteristicile cognitive se referă la relația universală demult constatată dintre limbaj și gândire, la determinarea neuropsihologică universală a limbajului, la caracteristica specific umană a limbajului, cu aceleași funcții în oricare limbă și în orice act de comunicare.
Altă ipoteză este cea funcționalistă, care explică universaliile prin faptul că fără ele ar fi prea grea pentru toți oamenii producerea și interpretarea enunțurilor pe baza caracteristicilor anatomice și cognitive pe care le au. Astfel, existența vocalelor și consoanelor în toate limbile s-ar explica prin faptul că o limbă numai cu consoane ar fi prea greu de auzit, consoanele fiind mai puțin sonore decât vocalele, iar o limbă numai cu vocale ar fi nesatisfăcătoare, pentru că omul este capabil să distingă numai un număr foarte limitat de calități vocalice.

## Tipuri de universalii
Tipurile de universalii și faptele de limbă recunoscute ca universale diferă de la un cercetător la altul.

### Universalii absolute și universalii relative

#### Universalii absolute
Universaliile absolute sunt considerate a fi caracteristice tuturor limbilor. Printre ele sunt unele referitoare la limbă în ansamblu și altele referitoare la unul sau mai multe domenii ale ei, dar nu la toate.
Câteva universalii absolute sunt cele de mai jos.
Semnul lingvistic este arbitrar și convențional, adică nu există o relație cauză–efect între forma și sensul semnelor, deși există de la aceasta și unele excepții de asemenea universale (vezi mai jos).
Există o relație necesară între un semnificant (un fapt de limbă) și un semnificat (o entitate extralingvistică pe care o reprezintă).
Toate limbile presupun o așa-numită dublă articulare: o articulare nesemnificativă a vorbirii (nivelul fonemelor) și un prim nivel de articulare semnificativă, care constă în ordonarea fonemelor în unități de rang imediat superior, morfemele.
Limbile au proprietatea de a se putea referi nu numai la realități concrete și prezente, ci și la entități închipuite, entități din trecut, din viitor etc.
Limbile se caracterizează prin deschidere, adică inventarul de semne pe care le cuprind poate fi sporit.
Cu ajutorul mijloacelor limbii se pot construi enunțuri noi, inexistente până la un moment dat, proprietate numită creativitate.
O universalie absolută mai puțin generală, referitoare numai la sistemul fonologic, este faptul că fiecare limbă are vocale și consoane.

#### Universalii relative
Universaliile relative (numite și cvasiuniversale) sunt, după unii autori, tendințe generale în limbi, de la care unele limbi fac excepție, după alții – trăsături aparținând tuturor limbilor pe baza cunoștințelor și a analizelor actuale, caracterul lor general putând fi infirmat de descoperiri ulterioare.
Universaliile relative îmbracă frecvent forma universaliilor statistice. Una din acestea este că sunete nazale se găsesc în aproape toate limbile.
Altă formă a universaliilor relative este cea a universaliilor implicaționale, enunțate în forma „dacă X, atunci Y”, de exemplu, dacă o limbă are o topică de un anumit tip, atunci are o structură verbală de un anumit tip. Alt tip de formulare este „dacă o limbă are proprietatea A, atunci are și proprietatea B, dar nu în mod necesar și invers”. De exemplu, dacă o limbă are consoane fricative sonore ca /v/ și /z/, are și consoane fricative surde, ca /f/ și /s/, dar nu în mod necesar și invers. Într-adevăr, multe limbi au fricative surde, dar nu și fricative sonore. Alt exemplu de universalie implicațională este: dacă o limbă are numărul dual, are și numărul plural, dar nu în mod necesar și invers.
Există și universalii implicaționale statistice, precum aceea că, dacă o limbă plasează predicatul între subiect și obiect (complement direct sau indirect), propozițiile atributive urmează de regulă antecedentul, adică regentul său, ex. en  The cat caught the mouse „Pisica a prins șoarecele”, respectiv the cat that caught the mouse „pisica care a prins șoarecele”. Însă chineza și alte câteva limbi fac excepție de la aceasta, plasând atributiva înaintea antecedentului.

### Universalii substanțiale și universalii formale
Exemple de universalii substanțiale privesc existența în fiecare limbă, pentru domeniul fonologic, a categoriilor „vocale” și „consoane”, sau, pentru domeniul gramaticii, a categoriilor sintactice „subiect”, „predicat” și „obiect”, ori a celor morfologice „verb” și „substantiv”.
Universaliile formale (sau relaționale) privesc relațiile lingvistice obligatorii. Astfel este, bunăoară, relația paradigmatic–sintagmatic. În orice limbă, orice unitate lingvistică, indiferent de domeniu (fonologic, gramatical etc.), se angajează simultan în relații de succesiune (sintagmatice ) și de înlocuire (paradigmatice), adică se interconectează cu alte unități pe baza caracterului linear al limbii, reprezentabil pe o axă orizontală (raport sintagmatic) și este înlocuibil cu alte unități de aceeași natură, reprezentabile pe o axă verticală (raport paradigmatic). De exemplu, un verb la un mod personal este angajat într-o propoziție ca predicat, fiind în raport sintagmatic cu celelalte cuvinte din propoziție, și în același timp poate fi înlocuit cu alte verbe, cu care este în relație paradigmatică, cele cu care rezultă tot propoziții corecte gramatical și semantic.

### După domeniul limbii

#### Universalii fonologice și fonetice
O universalie fonologică substanțială este cea privind existența și a vocalelor, și a consoanelor în fiecare limbă. Una implicațională este, de exemplu aceea că orice limbă care are consoane africate, are obligatoriu și consoane fricative.
O universalie fonologică statistică este că marea majoritate a limbilor are mai puține vocale decât consoane. Singura excepție cunoscută este limba xavante din Brazilia, cu 13 vocale și 13 consoane.
În domeniul vocalelor există mai multe universalii:
- Nu se cunosc limbi cu mai puțin de trei foneme vocalice. Acestea sunt /i/, /u/ și /a/, care pot avea mai multe alofone. Atâtea are, de exemplu, araba marocană. Nu se cunosc nici limbi cu mai mult de 46 de vocale.
- În limbile cu trei vocale, se disting, după gradul de deschidere, două vocale închise (/i/, /u/) și una deschisă (/a/), după locul de articulare una din acestea fiind anterioară (/i/), una posterioară (/u/) și una neutră din acest punct de vedere, /a/.
- Alte tendințe universale sunt:
  - Numărul de distincții tinde să fie mai mare între vocalele mai închise decât între cele mai deschise.
  - Vocalele anterioare tind să fie nerotunjite, în timp ce vocalele posterioare tind să fie rotunjite, cu excepția vocalelor posterioare deschise, care tind să fie nerotunjite.

În domeniul consoanelor, se cunosc de asemenea universalii, de exemplu:
- Toate limbile disting consoanele labiale de cele linguale și, cu foarte puține excepții, toate disting consoanele linguale coronale (produse cu partea anterioară a limbii) de cele dorsale (cu partea posterioară a limbii).
- Distincția dintre consoanele bilabiale și cele labiodentale nu este niciodată singura care distinge două foneme.
- Partea anterioară a limbii produce mai multe variații în consoane decât partea ei posterioară și buzele.

Există și universalii fonotactice, cele referitoare, de exemplu, la posibilele structuri de silabă:
- Toate limbile au silabe deschise (terminate în vocală – V), dar nu în mod necesar și silabe închise (terminate în consoană – C).
- Toate limbile au silabe cu consoană inițială, dar nu în mod necesar și silabe fără consoană inițială.
- Toate limbile care permit silabe VC, permit și silabe CVC și V, pe lângă cele universale CV.

Privitor la forma sonoră a cuvintelor, aceasta este de regulă în mod universal arbitrară, dar și unele excepții sunt universale. Astfel sunt manifestările sonore omenești nearticulate, echivalente cu cuvinte propoziții, considerate de unii autori o subclasă a interjecțiilor, precum cele cu intonație interogativă transcrise în engleză hm sau hng. La fel sunt unele onomatopee, ca bzzzz, precum și cuvintele în diferite limbi corespunzătoare lui „mamă”, care sună asemănător, provenind din manifestarea sonoră nearticulată a copilului mic.
De asemenea, există fenomene de simbolism sonor universale. Astfel, vocala anterioară /i/ evocă în general micimea (ex. en  little „mic”, mini) sau apropierea în spațiu (this „acest”), iar cele posterioare /o/ și /a/ – mărimea (large „mare”, vast „imens”) sau depărtarea. Într-o limbă cu totul diferită de engleză, ca maghiara, se constată aproximativ același simbolism al apropierii și depărtării: ez „acest” vs. az „acel”, itt „aici” vs. ott „acolo”, ide „încoace” vs. oda „încolo”, ilyen „ca acesta” vs. olyan „ca acela”, efféle „de acest fel” vs. afféle „de acel fel”, ekkora „cât acesta” vs. akkora „cât acela”, ennyi „atât ca aici” vs. annyi „atât ca acolo”.

#### Universalii gramaticale
Una din universaliile gramaticale este distingerea unor părți de vorbire, chiar dacă nu sunt delimitate precis unele de altele. Astfel, în toate limbile sunt interjecții, onomatopee și manifestări sonore nearticulate. De asemenea, aproape toate limbile au substantive, adică cuvinte care în mod tipic denumesc ființe, lucruri și noțiuni abstracte, precum și verbe, cuvinte care exprimă în mod tipic evenimente.
Un exemplu de universalie morfologică este cel dat mai sus despre relația dintre numărul dual și cel plural.
Universalii sintactice sunt cele amintite mai sus referitoare la relația paradigmatic–sintagmatic, la existența în fiecare limbă a categoriilor „subiect”, „predicat” și „obiect” sau la relația dintre plasarea predicatului între subiect și obiect, și poziția subordonatei atributive față de antecedent.

#### Universalii lexicale
În general, universaliile lexicale nu sunt nici absolute, nici precise. Se știe, de pildă, că toate limbile au cuvinte pentru apă, dar numai majoritatea lor au unul general pentru ea. Astfel, în limba japoneză există cuvântul mizu, dar numai pentru apa rece, pe când pentru cea caldă are alt cuvânt, o-yu. Altă limbă, yimas, din Noua Guinee, are cuvânt numai pentru lichid în general, arm, care poate denumi apa, petrolul etc. Prin urmare, denumirea apei în general cu un singur cuvânt este o universalie statistică.
În domeniul numelor de culori s-a observat că sunt limbi care au cuvinte numai pentru două culori, precum limba lani din Indonezia. Acestea sunt pentru negru și alb. Cel pentru alb este și pentru toate celelalte culori deschise și calde (roșu, galben etc.), iar cel pentru negru – și pentru celelalte culori închise și reci (verde, albastru etc.). Într-o limbă care are trei cuvinte pentru culori, a treia este pentru roșu. Dacă o limbă are patru cuvinte pentru culori, al patrulea este pentru verde sau pentru galben. O limbă cu cinci cuvinte pentru culori are și pentru verde, și pentru galben, și așa mai departe:
| Număr de cuvinte | 2         | 3    | 4                | 5               | 6        | 7    | 10                      |
| Nume de culori   | alb negru | roșu | verde sau galben | verde și galben | albastru | brun | purpuriu roz portocaliu |

Pe baza acestor fapte se pot formula mai multe universalii. Singura neimplicațională este că toate limbile au cuvinte pentru alb și negru. Celelalte sunt implicaționale:
- O limbă care are cuvinte pentru purpuriu, roz sau portocaliu, are și cuvinte pentru brun, albastru, verde, galben și roșu.
- O limbă care are cuvânt pentru brun, are și pentru albastru, verde, galben și roșu.
- O limbă care are cuvânt pentru albastru, are și pentru verde, galben și roșu.
- O limbă care are cuvinte pentru verde și galben, are și pentru roșu.

#### Alte tipuri de universalii
Universaliile semantice grupează, alături de trăsăturile semice (referitoare la unitățile de semnificație minimale) universale, categorii semantice de tipul: „animat”, „personal”, „posesie” etc..
Universaliile pragmatice cuprind actele de vorbire, tipurile de propoziții după modalitate (asertiv, imperativ, interogativ), clasa cuvintelor deictice (care trimit la situația de comunicare), organizarea propoziției în temă și remă etc.
Universaliile stilistice includ categoriile stilistice generale, de tipul metaforei, care este prezentă în orice limbă, fiind unul din mijloacele de îmbogățire a lexicului prin atribuirea de sensuri noi unor cuvinte.